# Jakob Ammann (Politiker)
Jakob Ammann, eigentlich Johann Jakob Ammann, (* 12. Juni 1881 in Rankweil; † 29. September 1955 ebenda) war ein österreichischer Politiker (CSP/ÖVP) und Kaufmann. Er war von 1934 bis 1938 Abgeordneter zum Vorarlberger Landtag. 

## Ausbildung und Beruf
Ammann besuchte die Volksschule in Rankweil und wechselte danach an das Gymnasium Feldkirch. Er erwarb 1908 ein Geschäft in seiner Heimatstadt Rankweil und war in der Folge als Kaufmann tätig. Während des Ersten Weltkriegs war er Verwaltungsbeamter im Kriegsgefangenenlager Salzburg-Grödig.

## Politik und Funktionen
Ammann engagierte sich führend im Turnsport, wobei er Mitbegründer Obmann und Ehrenmitglied des Turnerbundes Rankweil war und zu den Mitbegründern des Vorarlberger Rheingaues gehörte. Zudem wirkte er von 1933 bis 1938 als Vizepräsident des Rheingaues. Er war des Weiteren in der Berufsvertretung aktiv, wirkte von 1936 bis 1938 als Kammerrat der Handelskammer Feldkirch, war Mitglied im Berufsbildungsausschuss der Handelssektion und Mitglied der Prüfungskommission für Kaufmannsgehilfenprüfung. Zwischen 1945 und 1955 war er zudem Vorsteherstellvertreter im Gremium des Eisenhandels der Handelskammer.
Politisch engagierte er sich als Mitglied der Christlichsozialen Partei, war Mitglied der Landesleitung der Vaterländischen Front von Vorarlberg und von 1936 bis 1938 Vertreter von Handel und Verkehr im Beirat des Landesleiters. Als Abgeordneter des Wahlbezirkes Feldkirch wurde er am 3. März 1934 als Nachfolger von Josef Rüf im Vorarlberger Landtag angelobt. Er gehörte dem regulären Landtag bis zur Auflösung am 13. November 1934 an und wurde 1934 als Standesvertreter des Berufsstandes Handel und Verkehr vom Vorarlberger Landeshauptmann zum Mitglied des Ständischen Landtags berufen. Ammann gehörte in der Folge vom 14. November 1934 bis zum Anschluss Österreichs am 12. März 1938 dem Landtag an. Lokalpolitisch war Ammann von 1919 bis 1938 Mitglied der Gemeindevertretung von Rankweil, zudem wirkte er von 1920 bis 1934 als Ortsschulratsvorsitzender und im Jahr 1919 sowie von 1936 bis 1938 als stellvertretender Ortsschulratsvorsitzender.
Nach dem Zweiten Weltkrieg wurde Ammann 1945 Mitglied der neugegründeten Österreichischen Volkspartei (ÖVP) und war von 1945 bis 1948 erneut Mitglied der Gemeindevertretung von Rankweil sowie von 1945 bis 1955 stellvertretender Ortsschulratsvorsitzender.
Ammann war zudem Mitglied und stellvertretender Obmann im Pfarrkirchenrat, Mitglied des Katholischen Jünglingsvereins und von 1945 bis 1955 Laienrichter beim Landesgericht Feldkirch.

## Privates
Jakob Ammann wurde als Sohn des Rankweiler Landwirts Theodor Ammann (1844–1911) und dessen Gattin Maria Agatha Sohler (1846–1905) geboren. Er heiratete am 20. November 1905 die ebenfalls in Rankweil geborene Cäcilia Graber (1880–1924) und wurde zwischen 1907 und 1922 Vater von neun Kindern.

## Auszeichnungen
- Großes Ehrenblatt der deutschen Turnerschaft